# Балювица
Балювица (болг. Балювица) — село в Болгарии. Находится в Монтанской области, входит в общину Берковица. Население составляет 68 человек.

## Политическая ситуация
Балювица подчиняется непосредственно общине и не имеет своего кмета.
Кмет (мэр) общины Берковица — Милчо Михайлов Доцов (независимый) по результатам выборов.